# Kutinaïte
La kutinaïte est un minéral de la classe des sulfures.

## Caractéristiques
La kutinaïte est un arséniure d'argent et de cuivre, de formule chimique Ag6Cu14As7. Elle cristallise dans le système cubique, formant des petits grains en intercroisements avec la novakite. Sa dureté sur l'échelle de Mohs est de 4,5.

## Classification
Selon la classification de Nickel-Strunz, la kutinaïte appartient à "02.AA: Alliages de métalloïdes avec Cu, Ag, Au" avec les minéraux suivants : domeykite-β, algodonite, domeykite, koutekite, novakite, cuprostibite, allargentum, dyscrasite, maldonite et stistaïte.

## Formation et gisements
Elle s'est formée dans des veines hydrothermales riches en carbonates. Elle est généralement associée à d'autres minéraux tels que la novakite, la koutekite, la paxite, l'arsénolamprite, la löllingite, l'allargentum, la domeykite, la lautite, l'arsenic, l'argent ou la proustite. Elle a été découverte à Černý Důl, Monts des Géants (région de Hradec Králové, Bohème, Tchéquie). On l'a également trouvée à Rabejac dans la commune du Puech près de Lodève (France), à Nieder-Beerbach (Allemagne) et à Meskani (Iran).